# Св. св. Константин и Елена (Раклиш)
„Св. св. Константин и Елена“ (на македонска литературна норма: „Св. св. Константин и Елена“) е възрожденска православна църква в Раклиш, квартал на град Радовиш, разположен в югоизточната част на Северна Македония. Част е от Брегалнишката епархия на Македонската православна църква – Охридска архиепископия.
Църквата е построена в 1857 година. Изградена е от ктитора Тодор от Раклиш. Иконите са от различни автори от XIX век – Васил Зограф от Струмица, Григорий Пецанов и Андон Зограф от Гари. Няма живопис.